# Нигерийско-пакистанские отношения
Нигерийско-пакистанские отношения — двусторонние дипломатические отношения между Нигерией и Пакистаном. Пакистан имеет Высокую комиссию в Абудже, а Нигерия содержит посольство в Исламабаде и генеральное консульство в Карачи. Правительство Пакистана планирует открыть торговое представительство в Лагосе, в то время как Нигерия должна была открыть своё торговое представительство в Карачи. Государства поддерживают тесные отношения, которые министр обороны Нигерии описывает как «дружеские» и «семейные связи».

## История
В январе 2009 года министр обороны Нигерии Шиттима Муса объявил, что «Нигерия и Пакистан будут укреплять свои тесные отношения», и заявил, что страны планируют налаживать более крепкие военные связи, особенно в области военной подготовки и передачи технологий. Нигерия и Пакистан являются членами Организации исламского сотрудничества.
Между странами подписан ряд двусторонних соглашений. Среди наиболее значимых — Соглашение о сотрудничестве в правоохранительной сфере, особенно в борьбе с незаконным оборотом наркотических средств. В сентябре 2004 года президент Нигерии Олусегун Обасанджо и президент Пакистана Первез Мушарраф провели переговоры в Нью-Йорке в штаб-квартире Организации Объединённых Наций перед сессией Генеральной Ассамблеи.
Однако, именно оборонное сотрудничество является той областью, в которой страны наиболее заинтересованы в развитии своих отношений. В январе 2009 года министр обороны Нигерии пообещал и дальше развивать оборонные отношения с Пакистаном, после визита пакистанского Верховного комиссара.

## Экономические отношения
В 2010 году объём товарооборота между странами достиг суммы 56 миллионов долларов США. Пакистан экспортировал товаров в Нигерию на сумму 37 миллионов долларов США, в то время как тот импортировал товаров на сумму 19 миллионов долларов США. Экспорт Пакистана в Нигерию: текстильная одежда, бытовая техника, хирургическое оборудование и рис.
Страны поддерживают хорошие торговые отношения: осуществляются визиты торговых делегаций, включая посещение представителями Нигерии Исламабадской торговой палаты для проведения переговоров с её президентом. В ходе переговоров стороны обсудили расширение двусторонней торговли и возможность создания совместных предприятий (текстильных, фармацевтических и других), с целью увеличения объёма торговли между ними.
В декабре 2005 года глава нигерийской делегации заявил в Исламабаде, что «активное сотрудничество в торговле необходимо для увеличения объёма товарооборота обеих сторон». Следующие встречи были проведены в январе 2006 года, а затем в марте 2008 года, в ходе которых дипломаты подчеркнули важность расширения двусторонней торговли. В 2008 году экспорт Пакистана в Нигерию составлял сумму 23,2 млн долларов США, а импорт из Нигерии составил около сумму 10 миллионов долларов США.

### Торговля и инвестиции
| Экспорт Нигерии                               | $42,9 млн  | ▲ | $24,9 млн  | ▼ | $38,2 млн  | ▲ | $18,6 млн  | ▼ | $24,4 млн | ▲ | $39,9 млн  | ▲ | $40,9 млн  | ▲ | $47,7 млн  | ▲ | $79,4 млн  | ▲ |
| Экспорт Пакистана                             | $96,2 млн  | ▲ | $151 млн   | ▲ | $232 млн   | ▲ | $172 млн   | ▼ | $88.6 млн | ▼ | $117 млн   | ▲ | $116 млн   | ▼ | $87 млн    | ▼ | $36,9 млн  | ▼ |
| Общий товарооборот                            | $139,1 млн | ▲ | $175,9 млн | ▲ | $270,2 млн | ▲ | $190,6 млн | ▼ | $113 млн  | ▼ | $156,9 млн | ▲ | $156,9 млн | ▬ | $154,7 млн | ▼ | $116,3 млн | ▼ |
| Примечание: все суммы указаны в долларах США. |            |   |            |   |            |   |            |   |           |   |            |   |            |   |            |   |            |   |

## Оборонное сотрудничество

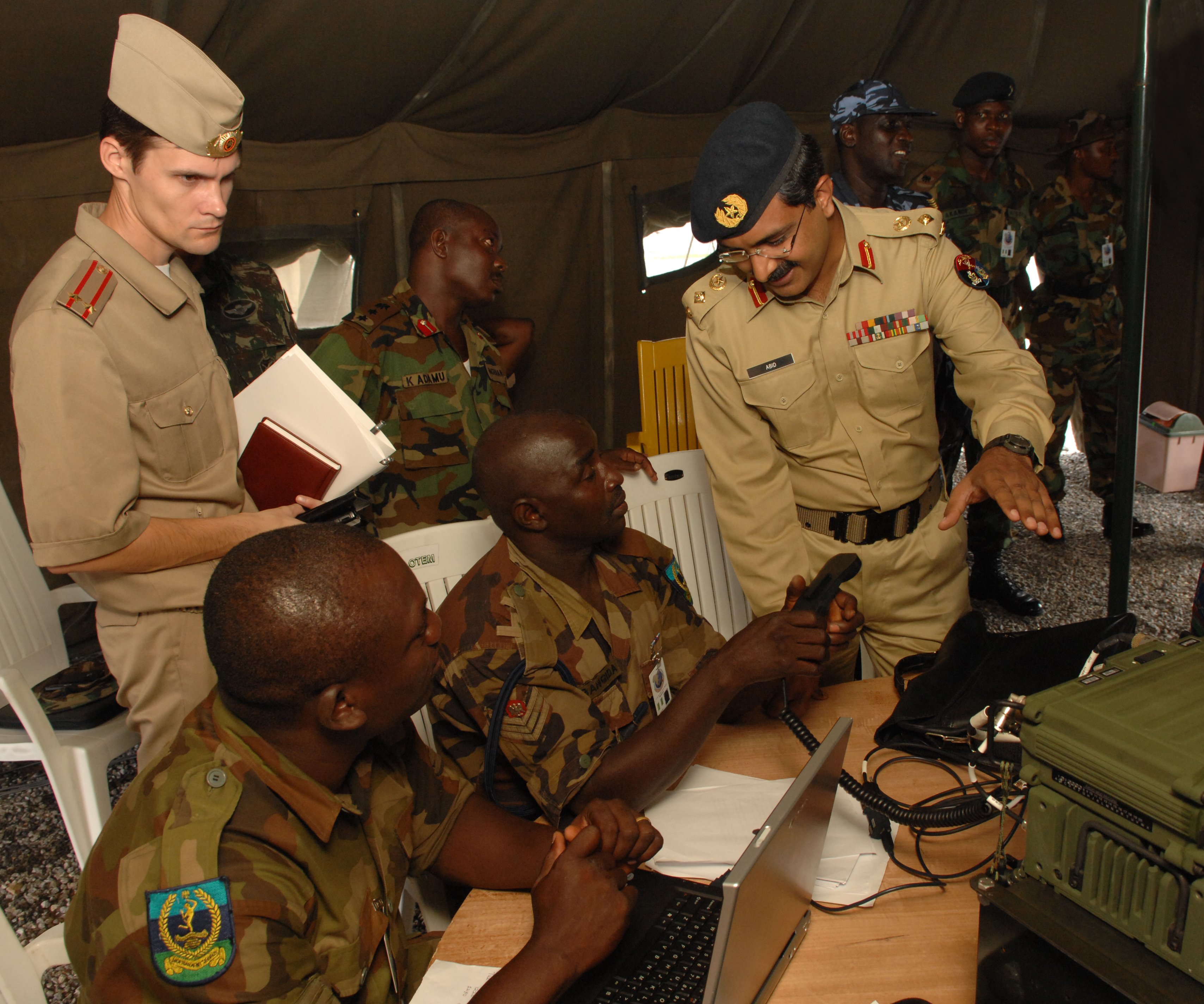
Военные атташе из Пакистана и России во время посещения палатки связи на базе ВВС Нигерии в Абудже 21 июля 2008 года в ходе учений Africa Endeavor 2008.

На протяжении многих лет проводятся встречи между министерствами обороны Пакистана и Нигерии, в том числе между самими министрами обороны и другими высокопоставленными военными чиновниками. В сентябре 2004 года руководитель вооружённых сил Нигерии встретился с президентом Пакистана Первезом Мушаррафом с целью «улучшения существующих прекрасных отношений между армиями обеих стран». В июне 2008 года адмирал Адекей, начальник военно-морского штаба Нигерии, провёл переговоры с министром обороны Пакистана.  
В связи с тесными связями двух стран и ядерным потенциалом Пакистана была рассмотрена возможность приобретения Нигерией ядерного оружия. В 2004 году в пакистанском Объединённом комитете начальников штабов заявили, что «Пакистан рассматривает возможность того, как они могут помочь вооружённым силам Нигерии укрепить военный потенциал и использовать ядерную энергию». Это заявление в мире было воспринято неоднозначно, особенно в Вашингтоне, где члены администрации президента Джорджа Буша, по сообщениям, были «сбиты с толку».
Заявление о сотрудничестве в ядерной области было впоследствии опровергнуто сторонами, и представитель министерства внутренних дел Пакистана объяснил, что оно было «неверно воспринято», и что ядерное оружие не должно было стать частью предложения о расширении военного сотрудничества с Нигерией. С тех пор правительство Нигерии отрицает, что ищет возможность приобрести ядерное оружие.
В 2008 году советник правительства Пакистана заявил, что участие пакистанских военных в учениях Нигерии имеет важное значение для достижения стабильности в этой стране, а также добавил, что нигерийские офицеры отправляются в Пакистан для обучения. В 2017 году министры обороны Пакистана и Нигерии подписали Меморандум о взаимопонимании для расширения сотрудничества в области обороны, а также Пакистан поддержал Нигерию в её борьбе против Боко харам: поставляет для ВС Нигерии бронетехнику и другие современные виды военной техники.